# Literaturjahr 1901
Liste der Literaturjahre

1898 | Literaturjahr 1901 | 1902 | 1903 | 1904 | 1905 | ► | ►►

Weitere Ereignisse

## Ereignisse

### Prosa
- 26. Februar: Thomas Manns Gesellschaftsroman Buddenbrooks wird in zwei Bänden vom S. Fischer Verlag veröffentlicht.

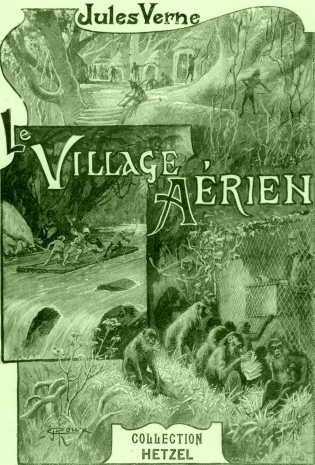
Titelseite der französischen Originalausgabe mit einer Illustration des Zeichners George Roux

- 11. Juli: Im Verlag Pierre-Jules Hetzel in Paris erscheint erstmal der Kurzroman Le Village aérien (Das Dorf in den Lüften) von  Jules Verne.
- Der Roman Kim von Rudyard Kipling wird veröffentlicht. 2001 wird das Buch von der American Modern Library zu einem der 100 besten englischsprachigen Novellen des 20. Jahrhunderts gezählt.

### Drama
- 30. Januar: Die Uraufführung des Theaterstücks Electra von Benito Pérez Galdós in Madrid zieht wegen des antiklerikalen Inhalt des Stückes starke Reaktionen nach sich.
- Die drei Schwestern, ein  Drama von Anton Tschechow, wird am  31. Januar in Moskau uraufgeführt. Regie führt Konstantin Stanislawski, der führende russische Regisseur dieser Zeit. Die Rolle der Mascha spielt Tschechows spätere Frau Olga Knipper. Tschechow ist mit Stanislawskis Interpretation seines Stückes nicht zufrieden, obwohl er es international bekannt macht.
- 16. März: Das Drama Wesele von Stanisław Wyspiański, das zu den berühmtesten Theaterstücken der polnischen Literatur zählt, wird in Krakau uraufgeführt.
- 11. Oktober: Der Marquis von Keith, ein Schauspiel in fünf Akten von Frank Wedekind, wird im Berliner Residenztheater uraufgeführt. Wie die meisten Stücke Wedekinds behandelt es die Doppelmoral in der bürgerlichen Gesellschaft, den Widerspruch zwischen Moral und Genuss.
- Der Einakter Sylvesternacht von Arthur Schnitzler wird in der Zeitschrift Jugend abgedruckt. Die Uraufführung des Stückes ist nicht dokumentiert.

### Wissenschaftliche Werke
- 2. Januar: Sigmund Freud publiziert in der Monatsschrift für Psychiatrie und Neurologie seine Arbeit Zur Psychopathologie des Alltagslebens.
- Der Niederländer Hugo de Vries gibt eine Schrift zur Mutationstheorie heraus, wobei er Erkenntnisse von Gregor Mendel zur Evolution fortentwickelt.

### Preisverleihungen
- 23. Oktober: Mark Twain bekommt von der Universität Yale einen Ehrendoktor für Literatur verliehen.

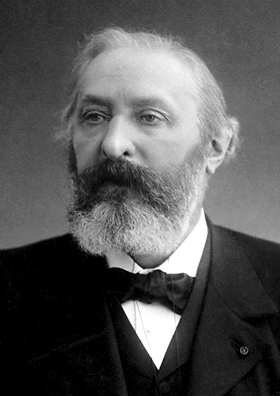
Sully Prudhomme

- 10. Dezember: Der schwedische König verleiht zum ersten Mal die nach seinem Stifter Alfred Nobel benannten Nobelpreise in Stockholm und Oslo. Der erste Nobelpreis für Literatur wird an den französischen Lyriker Sully Prudhomme verliehen.
- Gilbert Keith Chesterton heiratet Frances Blogg.

### Sonstiges
- 18. Januar: Ernst von Wolzogen gründet in Berlin am Alexanderplatz mit dem Überbrettl das erste deutsche Kabarett.
- 22. Februar: Ausschluss des russischen Schriftstellers Leo N. Tolstoi wegen „blasphemischer Äußerungen“ aus der russisch-orthodoxen Kirche. Es kommt zu Menschenaufläufen und Demonstrationen für Tolstoi in Moskau und Sankt Petersburg.
- 13. April: In München-Schwabing tritt unter dem Namen Die Elf Scharfrichter das erste politische Kabarett Deutschlands erstmals auf. Zu den Gründungsmitgliedern gehören unter anderem Otto Falckenberg, Wilhelm Hüsgen und Willy Oertel.

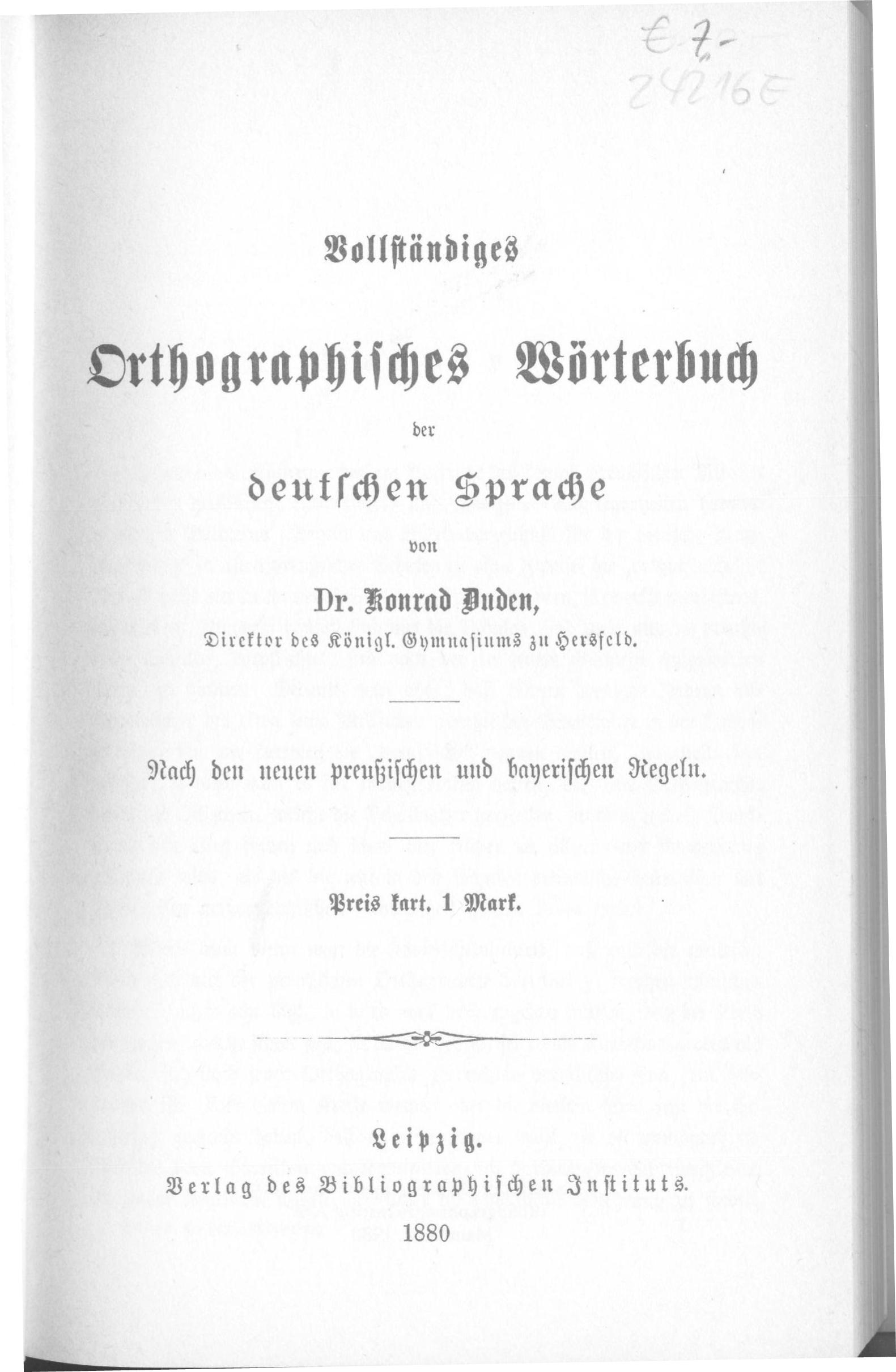
Titelblatt des Duden von 1901

- 17. Juni: Eine einheitliche deutsche Rechtschreibung wird durch Vertreter der deutschen Bundesstaaten und Österreich-Ungarns auf einer Konferenz in Berlin beschlossen. Konrad Duden legte 1880 den Grundstein mit dem Werk: Vollständiges orthographisches Wörterbuch der deutschen Sprache.

### Weitere Neue Bücher
- Les 21 jours d'un neurasthénique (Nie wieder Höhenluft): Octave Mirbeau
- La Becquée: René Boylesve
- Bubu de Montparnasse: Charles-Louis Philippe
- Claudine à Paris: Colette
- The Crisis: Winston Churchill
- The Eternal City: Hall Caine
- The First Men in the Moon: H. G. Wells
- The House with the Green Shutters: George Douglas Brown
- My Brilliant Career: Miles Franklin
- The Octopus: Frank Norris
- Travail: Émile Zola
- Sister Theresa: George A. Moore
- Up from Slavery: Booker T. Washington

## Geboren

### Januar bis April
- 01. Januar: Willibald Pschyrembel, deutscher Arzt und Autor († 1987)
- 04. Januar: C. L. R. James, britischer Kulturkritiker, Journalist, Theoretiker und Schriftsteller († 1989)
- 08. Januar: Walter Dirks, deutscher Publizist, Schriftsteller und Journalist († 1991)
- 18. Januar: Murayama Tomoyoshi, japanischer Schriftsteller und Theaterleiter († 1977)
- 18. Januar: Pem, deutsch-britischer Journalist und Schriftsteller († 1972)
- 19. Januar: Armand Schulthess, Schweizer Objekt- und Textkünstler († 1972)
- 19. Januar: Fred Uhlman, deutscher Rechtsanwalt, Maler und Schriftsteller († 1985)
- 28. Januar: Takahashi Shinkichi, japanischer Lyriker († 1987)
- 29. Januar: Heinrich Anacker, schweizerisch-deutscher Schriftsteller († 1971)
- 30. Januar: Hans Erich Nossack, deutscher Schriftsteller († 1977)
- 31. Januar: Marie Luise Kaschnitz, deutsche Lyrikerin und Autorin von Erzählungen († 1974)

- 17. Februar: Kajii Motojirō, japanischer Schriftsteller († 1932)
- 21. Februar: Ivar Lo-Johansson, schwedischer Schriftsteller († 1990)
- 26. Februar: Alexandr Hořejší, tschechischer Dichter und Übersetzer († 1970)
- 27. Februar: Elizabeth Hill, US-amerikanische Drehbuchautorin († 1978)
- 28. Februar: Rudolf Nilsen, norwegischer Dichter († 1929)

- 03. März: Otto Müller, deutscher Verleger († 1956)
- 04. März: Jean-Joseph Rabearivelo, madagassischer Schriftsteller († 1937)
- 05. März: Leni Timmermann, deutsche Pianistin und Autorin († 1992)
- 08. März: Wilhelm Pleyer, deutscher Autor († 1974)
- 09. März: Humberto Mello Nóbrega, brasilianischer Literaturhistoriker und Schriftsteller († 1978)
- 11. März: Josef Martin Bauer, deutscher Schriftsteller († 1970)
- 13. März: Margaret Craven, US-amerikanische Schriftstellerin († 1980)
- 18. März: Peter Jilemnický, tschechischer Schriftsteller († 1949)
- 21. März: Rudolf Harms, deutscher Schriftsteller († 1984)
- 24. März: Kim Peacock, britischer Schauspieler, Hörspielsprecher und Drehbuchautor († 1966)
- 27. März: Carl Barks, US-amerikanischer Maler, Cartoonist und Texter († 2000)

- 06. April: Marian Hemar, polnischer Dichter († 1972)
- 10. April: Anna Kavan, britische Schriftstellerin († 1968)
- 11. April: Glenway Wescott, US-amerikanischer Schriftsteller († 1987)
- 14. April: Martin Kessel, deutscher Schriftsteller († 1990)
- 18. April: Hanns Arens, deutscher Schriftsteller, Lektor, Verleger und Kritiker († 1983)
- 20. April: Michel Leiris, französischer Schriftsteller und Ethnologe († 1990)
- 27. April: Frank Belknap Long, US-amerikanischer Autor von Horror-, Science-Fiction, Fantasygeschichten († 1994)
- 29. April: Kathrine Aurell, schwedisch-norwegische Schriftstellerin und Drehbuchautorin († 1986)

### Mai bis August
- 01. Mai: Antal Szerb, ungarischer Schriftsteller († 1945)
- 02. Mai: Willi Bredel, deutscher Schriftsteller und Präsident der deutschen Akademie der Künste († 1964)
- 04. Mai: Tominaga Tarō, japanischer Schriftsteller († 1925)
- 11. Mai: Edwin Arnet, schweizerischer Schriftsteller und Journalist († 1962)
- 11. Mai: Rose Ausländer, deutsche Lyrikerin († 1988)
- 15. Mai: Kurt Meister, deutscher Schauspieler, Regisseur, Autor und Hörspielsprecher († 1961)

- 05. Juni: Bruce Hutchison, kanadischer Schriftsteller und Journalist († 1992)
- 13. Juni: Emil Belzner, deutscher Journalist und Schriftsteller († 1979)
- 19. Juni: Piero Gobetti, italienischer Publizist, Politiker, Antifaschist († 1926)
- 26. Juni: Jean Boyer, französischer Regisseur und Drehbuchautor († 1965)

- 05. Juli: Akashi Kaijin, japanischer Dichter († 1939)
- 05. Juli: Len Lye, neuseeländischer Bildhauer, Künstler, Schriftsteller und Filmemacher († 1980)
- 07. Juli: Hans Kudszus, deutscher Aphoristiker († 1977)
- 07. Juli: János Székely, ungarischer Schriftsteller und Drehbuchautor († 1958)
- 09. Juli: Barbara Cartland, britische Autorin romantischer Literatur († 2000)
- 17. Juli: Herbert Grabert, deutscher Verlagsgründer († 1978)
- 19. Juli: Claude Aveline, französischer Schriftsteller († 1992)
- 31. Juli: Lis Böhle, deutsche Mundartautorin († 1990)

- 05. August: Margarita Abella Caprile, argentinische Schriftstellerin († 1960)
- 07. August: Konrad Heiden, deutscher Journalist und Schriftsteller († 1966)
- 14. August: Alice Rivaz, Schweizer Schriftstellerin († 1998)
- 14. August: Mercedes Comaposada, spanische Pädagogin, Journalistin, Feministin und Anarchistin († 1994)
- 15. August: Pierre Caron, französischer Drehbuchautor, Filmregisseur und -produzent († 1971)
- 15. August: Hans Lorbeer, deutscher Schriftsteller († 1973)
- 17. August: Heðin Brú, färöischer Schriftsteller († 1987)
- 20. August: Salvatore Quasimodo, italienischer Lyriker und Kritiker († 1968)
- 25. August: Kjeld Abell, dänischer Schriftsteller († 1961)
- 27. August: Heinrich Hauser, deutscher Schriftsteller und Fotograf († 1955)
- 30. August: Wilhelm Szabo, französischer Dichter, Poet, Autor, Übersetzer und Lehrer († 1986)

### September bis Dezember
- 03. September: A. E. Johann, deutscher Journalist und Schriftsteller († 1996)
- 04. September: Ahmet Kutsi Tecer, türkischer Dichter und Politiker († 1967)
- 10. September: Adolf Fux, Schweizer Politiker und Schriftsteller († 1974)
- 10. September: Walther Pollatschek, deutscher Schriftsteller († 1975)
- 11. September: Joachim Maass, deutscher Schriftsteller und Lyriker († 1972)
- 15. September: Liselotte Welskopf-Henrich, deutsche Schriftstellerin und Althistorikerin († 1979)
- 17. September: Karl Albert Aberle, deutscher Verleger und Politiker († 1963)
- 20. September: Rudolf Brunngraber, österreichischer Schriftsteller, Journalist, Maler († 1960)
- 21. September: Hans Hansen Palmus, niederdeutscher Heimatdichter († 1989)
- 23. September: Josef von Matt, Schweizer Schriftsteller in Nidwaldner Mundart, Buchhändler, Verleger und Antiquar († 1988)
- 23. September: Jaroslav Seifert, tschechischer Schriftsteller († 1986)
- 29. September: Lanza del Vasto, italienischer Philosoph, Dichter und Aktivist gegen Gewalt († 1981)
- 30. September: Paul Thalmann, Schweizer Autor und Widerstandskämpfer im Spanischen Bürgerkrieg († 1980)

- 07. Oktober: Murano Shirō, japanischer Lyriker († 1975)
- 15. Oktober: Bernard von Brentano, deutscher Schriftsteller und Journalist († 1964)
- 21. Oktober: Margarete Buber-Neumann, deutsche Publizistin († 1989)

- 03. November: André Malraux, französischer Schriftsteller und Politiker († 1976)
- 05. November: Kaionji Chōgorō, japanischer Schriftsteller († 1977)
- 07. November: Cecília Meireles, brasilianische Lyrikerin und Journalistin († 1964)
- 16. November: Fred von Hoerschelmann, deutscher Schriftsteller und Hörspielautor († 1976)
- 23. November: Marieluise Fleißer, deutsche Schriftstellerin († 1974)
- 28. November: Walter Havighurst, US-amerikanischer Schriftsteller und Historiker († 1994)

- 02. Dezember: Ida Friederike Görres, deutsche Schriftstellerin († 1971)
- 07. Dezember: Lily Abegg, Schweizer Journalistin und Autorin († 1974)
- 09. Dezember: Ödön von Horváth, österreichisch-ungarischer Autor und Dramatiker († 1938)
- 09. Dezember: Lawrence Edward Watkin, US-amerikanischer Schriftsteller und Drehbuchautor († 1981)
- 12. Dezember: Howard Koch, US-amerikanischer Drehbuchautor († 1995)
- 12. Dezember: Jean Rudolf von Salis, Schweizer Historiker, Schriftsteller und Publizist († 1996)
- 12. Dezember: Paul Sethe, deutscher Publizist und Journalist  († 1967)
- 16. Dezember: Margaret Mead, Kulturanthropologin und Autorin († 1978)
- 17. Dezember: Friedrich Damann Andam, deutscher Schriftsteller, Drehbuchautor und Filmmanager († 1969)
- 19. Dezember: Oliver La Farge, US-amerikanischer Anthropologe und Autor († 1963)
- 21. Dezember: Abraham Meister, deutscher evangelischer Theologe, Bibellehrer und Bibelübersetzer († 1990)
- 24. Dezember: Otto Basil, österreichischer Schriftsteller, Publizist und Journalist († 1983)

## Gestorben
- 1. Januar: Sophus Schandorph, dänischer Schriftsteller (* 1836)
- 11. Februar: Ramón de Campoamor y Campoosorio, spanischer Dichter und Politiker (* 1817)
- 21. Februar: Otto Kallsen, deutscher Lehrer und Schriftsteller (* 1822)
- 27. Februar: Sophie Sager, schwedisch-amerikanische Frauenrechtlerin und Autorin (* 1825)

- 1. April: Ernst Andolt, deutscher Schriftsteller, Jurist und Politiker (* 1826)
- 10. Mai: Georg Christian Dieffenbach, deutscher Pfarrer und Dichter (* 1822)

- 9. Juni: Walter Besant, britischer Schriftsteller (* 1836)
- 10. Juni: Robert Williams Buchanan, britischer Schriftsteller (* 1841)
- 13. Juni: Leopoldo Alas, spanischer Schriftsteller (* 1852)
- 18. Juni: Josip Murn, slowenischer Lyriker (* 1879)

- 4. Juli: Johannes Schmidt, deutscher Sprachwissenschaftler (* 1843)

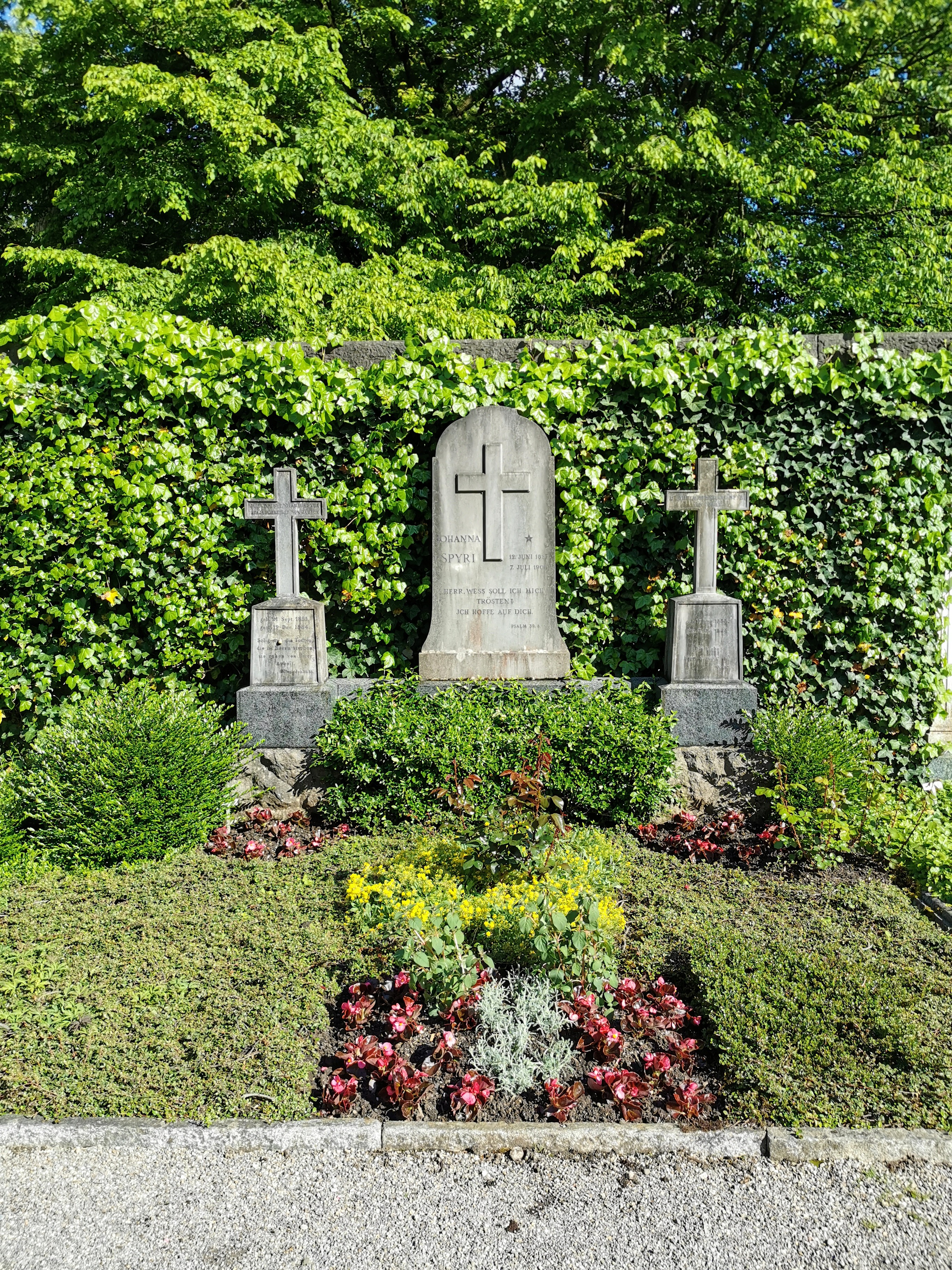
Grabstätte von Johanna Spyri auf dem Friedhof Sihlfeld

- 7. Juli: Johanna Spyri, schweizerische Schriftstellerin (* 1827)

- 24. August: Gunnar Wennerberg, schwedischer Dichter, Komponist, Beamter und Politiker (* 1817)
- 27. August: Rudolf Haym, deutscher Philosoph und Literaturhistoriker (* 1821)

- 15. September: Carl Philipp Euler, deutscher Turnpädagoge und Schriftsteller (* 1828)
- 22. September: Ignacy Maciejowski, polnischer Schriftsteller, Dramatiker und Literaturkritiker (* 1835)
- 17. Oktober: Michał Bałucki, polnischer Schriftsteller (* 1837)

- 6. November: Kate Greenaway, englische Aquarellmalerin und Illustratorin von Kinderbüchern (* 1846)
- 29. November: Francisco Pi i Margall, spanischer Politiker, Schriftsteller und Präsident der Ersten Spanischen Republik (* 1824)
- 9. Dezember: Auguste Arens von Braunrasch, deutsche Schriftstellerin (* 1824)